# Stația de emisie Tâncăbești
Stația de emisie Tâncăbești este un emițător pentru unde medii din Tâncăbești, România, ce funcționează pe frecvența de 855 kHz.

## Istoric

### Context
În perioada celui de-Al Doilea Război Mondial, la Tâncăbești a funcționat postul de radiodifuziune nazist ILSE II. ILSE II, alături de Berlin⁠(d), Donau, Trans-Ocean⁠(d) și Budapest⁠(d) erau combătute informațional de către BBC⁠(d), Radio Moscova⁠(d), Radio Atlantic, agenția Reuter și Postul de Radio American în Europa⁠(d).

### Postul de 5/7,5 kW

#### Construcție
| Imagine indisponibilă                                                  |  | Imagine indisponibilă                                                    |
| Clădirea de la Tâncăbești, care urma să adăpostească postul de 150 kW. |  | Antena postului de 5/7,5 kW, constând dintr-un pilon radiant de 60 metri |

Inaugurarea centrului de radio Tâncăbești cu postul București No. 2 (sau București II), instalat într-o cabană în mijlocul unui câmp, a fost programată pe 1 mai 1948, cu ocazia aniversării a 20 de ani de existență a Societății Române de Radiodifuziune.
Echipamentul de transmisie, fabricat în Italia de Magneti Marelli⁠(d), a fost mutat la Tâncăbești în 1947 pentru teste de la postul de radio din Iași, unde fusese montat anterior în timpul regimului Ion Antonescu. Avea puterea de 5 kW, în modulație de amplitudine ce putea ajunge cu ușurință la eficiență de 100 % și maximă de 7,50 kW la modulație profundă, cu o lungime de undă de 285 metri (adică frecvența de 1052,7 kilocicli/kHz) pe unde medii. Modulația era pe placă, putând fi urmărită oricând pe ecranul⁠(d) unui tub catodic, montat pe panoul de comandă al postului. Emițătorul era compus din patru etaje așezate ca: un oscilator pilot, un etaj separator, un amplificator de înaltă frecvență de 250 W și un etaj de putere clasa C de 7,5 kW. Randamentul emițătorului depășea 30 %, în comparație cu randamentul emițătorului postului Băneasa ce nu trecea de 15 %. Instalația era echipată cu lămpi cu răcire cu aer, cu anod exterior prevăzut cu un radiator cu aripioare răcite de sisteme de ventilație. Deși răcirea cu apă avea și aceasta avantaje, totuși era incomodă prin necesitatea rezervoarelor, țevilor și altor instalații complexe și costisitoare. Echipamentul era automatizat cu scopul securității materialului și personalului, unde circuitele instalației se închideau pe rând prin declanșarea automată a unui sistem de relee cu întârziere, cu pornirea pe rând a filamentului, surselor de polarizație, tensiunilor anodice și altora. Procesul complet dura câteva minute, timp în care era urmărit prin intermediul unor indicatoare. Galeriile de control ale etajelor erau prevăzute cu dispozitive de întrerupere a tensiunii anodice, unde deschiderea ușilor de către operator ducea la oprirea înaltei tensiuni automat.
Stația era legată de studioul din București prin cablul subteran București–Periș–Bod (în lungime de 190 km), conectat de la Periș până la Tâncăbești printr-un segment de cablu aerian de 15 km. Pe lângă legătura prin cablu cu studiourile centrale, stația putea realiza și transmisii locale pe plăci.
Antena era formată dintr-un pilon autoradiant⁠(d) cu înălțimea de 60 metri (și nu antenă în perdea⁠(d) sau antenă în umbrelă⁠(d)), racord de 8000 de volți și cu rezonanță de aproximativ un sfert de undă. Structura era izolată de bază (pământ) și așezată pe un postament masiv de beton. Sarcinile electrice indezirabile pe care pilonul le putea capta din atmosferă se descărcau în pământ printr-o bobină.
După atribuirea definitivă a lungimii de undă urma să se monteze echipamentului de transmisie un oscilator cu cuarț⁠(d).

#### Problema interferențelor ridicată de SRR
Șantierul stației a fost vizitat de Octav Livezeanu, ministru al artelor și informațiilor, ambasadorul Bulgariei în România, C. Petrov și N. Popov din partea Societății Bulgare de Radiodifuziune, Matei Socor, director general al Societății Române de Radiodifuziune (SRR) și alții. În prezența acestora a fost realizată o transmisie de probă.
În contextul pregătirilor inaugurării stației, Matei Socor a ridicat problema interferenței lungimilor de undă, menționând că pentru cele 120 lungimi de undă existente în spectrul radio de unde medii existau 600 cereri. Acest lucru explica recepția dificilă a anumitor posturi și interferența Radio București cu Radio Tunis⁠(d). Premergător Conferinței radio de la Copenhaga din 1948⁠(en)[traduceți] ce urma a avea loc, cu privire la repartiția undelor radio, unele țări pretindeau lungimi de undă în exclusivitate, iar altele lungimi de undă în partaj. Directorul SRR a menționat că România a cerut acordarea a două lungimi de undă medii în exclusivitate și două în partaj, unde pentru stația de emisie Bod s-a cerut una în exclusivitate.
Socor a mai subliniat necesitatea instalării unor posturi regionale și cu programe locale pentru asigurarea transmisiunii în zonele cu recepție slabă, precum Banatul, din cauza reliefului accidentat al țării, și sporirea numărului de abonați radio. Înainte de război au existat 300 000 de abonați, la instalarea conducerii comuniste 85 000 iar în aprilie 1948 200 000 de abonați, unde printre măsurile luate a fost reluarea lucrului la fabrica Philips cu o tranșă de 4000 de aparate de recepție radio tip Popular 3+1 lămpi și un import de 5000 de aparate de tip Record 4+1 din URSS. Pentru zonele fără curent electric, s-a instituit un concurs pentru realizarea de aparate cu funcționare fără curent electric de rețea (aparat popular cu lămpi) și fără baterie (cu galenă).

### Postul de 150 kW
În aprilie 1948 se afla în instalare și o stație de mare putere pe unde medii, de 150–200 kW. Stația, de importanță națională, era utilă pentru înlocuirea stațiilor Băneasa și Bod, singurele din țară, cu echipamente îmbătrânite care depășiseră limita permisă în funcționare. Pentru stația de 150 kW, ce urma a fi furnizată în următorii doi ani, SRR a încheiat o convenție cu Societatea de Gaz și Electricitate din București pentru alimentare echipamentelor din trei rețele diferite pentru asigurarea continuității transmisiei în caz de defecțiune.